# Саграшени
Саграшени (груз. საღრაშენი) — село в Грузии, на территории Тетрицкаройского муниципалитета края (мхаре) Квемо-Картли.

## География
Село находится в юго-восточной части Грузии, на левом берегу реки Алгети, на расстоянии приблизительно 8 километров (по прямой) к северо-востоку от города Тетри-Цкаро, административного центра муниципалитета. Абсолютная высота — 706 метров над уровнем моря.

## Население
По результатам официальной переписи населения 2014 года в Саграшени проживало 176 человек (93 мужчины и 83 женщины). В национальной структуре населения грузины составляли 99,4 %.
| Год  | Население, человек |
| ---- | ------------------ |
| 2002 | 256                |
| 2014 | ↘ 176              |